# Tånnö kyrka

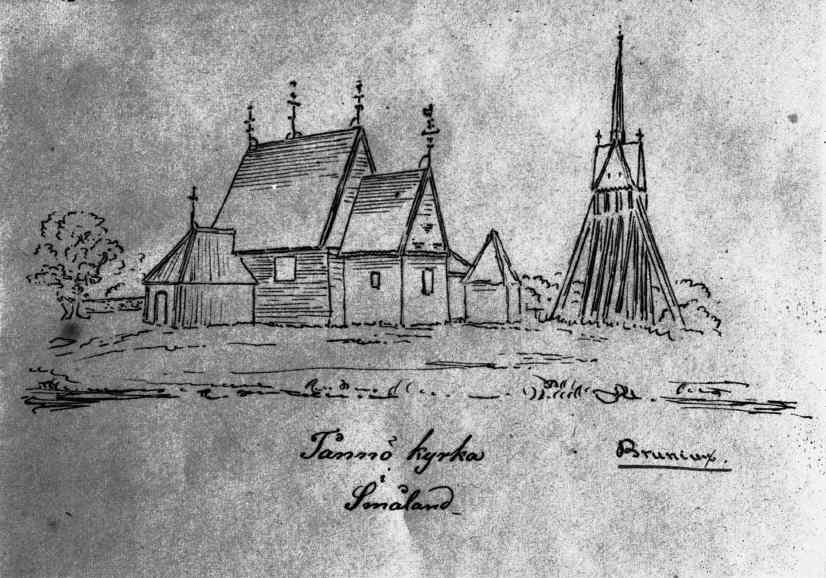
Tånnös gamla, numera nedrivna kyrka

Tånnö kyrka är en kyrkobyggnad i Värnamo kommun. Den är församlingskyrka i Tånnö församling, Växjö stift.

## Kyrkobyggnaden
Den första kända kyrkan i Tånnö var en medeltida träkyrka. Den bestod enligt en teckning av Carl Georg Brunius av ett långhus med kor i öster och ett vapenhus i söder. I norr skymtar en utbyggnad som troligen är sakristia. Klockorna hade sin plats i en öppen klockstapel öster om kyrkan.  I likhet med flera andra liknande ålderstigna kyrkor i stiftet blev den medeltida helgedomen till slut bristfällig och för trång. Så småningom enades socknen om att bygga en helt ny kyrka.
Ritningar uppgjordes 1845 av Ludwig Hawerman vid Överintendentsämbetet. Ritningarna byggde på ett förslag utarbetat av byggmästaren C G Liliegren 1839. Uppdraget att leda byggnadsarbetet erhöll Andreas Bengtson, Voxtorp. Byggstarten skedde 1847. När den nya kyrkan var färdigbyggd revs den gamla kyrkan. Invigningen av den nya nyklassicistiska kyrkobyggnaden förrättades 1852 av biskop Christopher Isac Heurlin.
Kyrkan som är uppförd i sten och tegel består av ett rektangulärt långhus och ett halvrunt kor i öster. Sakristian är belägen på norra sidan i anslutning till koret. Tornbyggnaden i väster är försett med en tidsenligt öppen lanternin krönt med ett kors. Interiören är av salkyrkotyp med ett trä tunnvalvstak.

## Inventarier
- Altartavlan är utförd av Louis Masreliez omkring år 1764 och skänkt till kyrkan 1854. Motivet är "Herdarnas tillbedjan".
- Altarring med svarvade balusterdockor.
- Predikstolen med uppgång från sakristian är utförd av snickaren Lindquist. Korgen är prydd med förgyllda symboler.
- Sluten bänkinredning.
- Orgelläktare med utsvängt mittstycke dekorerad med en lyra.

### Orgel
- 1866 byggde Carl Elfström, Ljungby en orgel till Tånnö nya kyrka med 6 stämmor.
- 1926 ersattes Elfströms orgel av ett nytt verk byggt av Gebrüder Rieger, Jägerndorf, Tjeckoslovakien med 12 stämmor.
- 1982 byggdes ett nytt orgelverk av Ingvar Johansson vid Västbo Orgelbyggeri i Långaryd. Orgeln är mekanisk.

| Huvudverk I   | Svällverk II      | Pedal      | Koppel |
| Rörflöjt 8’   | Gedackt 8’        | Subbas 16’ | I/P    |
| Principal 4’  | Salicional 8'     | Borduna 8’ | II/P   |
| Spetsflöjt 4’ | Spillpfeife 4'    |            | II/I   |
| Waldflöjt 2’  | Kvinta 2 2/3'     |            |        |
| Mixtur 3 ch   | Principal 2'      |            |        |
|               | Ters 1 3/5'       |            |        |
|               | Tremulant         |            |        |
|               | Crescendosvällare |            |        |